# Adolf Reichwein

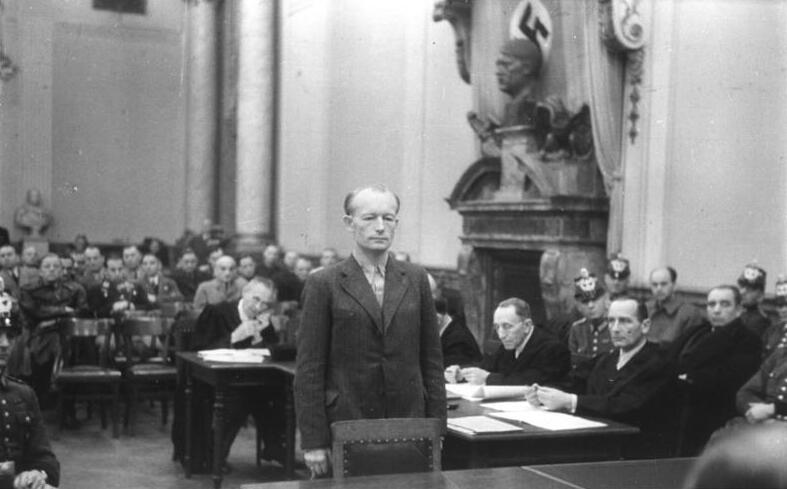
Adolf Reichwein przed sądem ludowym (Volksgerichtshof) 20 października 1944.

Adolf Reichwein (ur. 3 października 1898 w Ems, zm. 20 października 1944 w Berlinie-Plötzensee) – niemiecki pedagog, polityk kulturalny, profesor historii, opozycjonista w okresie III Rzeszy związany z Kręgiem z Krzyżowej.

## Życiorys
Po zakończeniu I wojny światowej, w której uczestniczył jako ochotnik, działał na rzecz rozbudowy uniwersytetów ludowych, systemu dokształcania dorosłych i dalszego kształcenia nauczycieli. Studiował we Frankfurcie nad Menem i Marburgu. Był zaufanym Carla Heinricha Beckera, pruskiego ministra kultury. W 1930 powołano go na stanowisko profesora historii i świadomości obywatelskiej w nowo otwartej Akademii Pedagogicznej w Halle. Ze względów politycznych zwolniono go z tej funkcji 24 kwietnia 1933. 
W kolejnych latach utrzymywał się pracując jako nauczyciel wiejski w Tiefensee koło Berlina, a potem jako kierownik działu edukacyjnego w Państwowym Muzeum Etnograficznym w Berlinie. Od 1940 był w stałym kontakcie z ruchem oporu skupionym wokół Wilhelma Leuschnera i Juliusa Lebera. Należał też do Kręgu z Krzyżowej. Latem 1944 roku utrzymywał łączność z opozycją wojskową. 22 czerwca 1944 wspólnie z Juliusem Leberem spotkał się z komunistycznymi opozycjonistami: Antonem Saefkowem i Franzem Jacobem. Ponieważ spotkanie inwigilowane było przez gestapowskiego szpiega, na początku lipca 1944 roku miało miejsce szereg aresztowań. Zatrzymano wówczas także Juliusa Lebera i Adolfa Reichweina. 20 października 1944 nazistowski sąd ludowy (Volksgerichtshof) skazał go na karę śmierci. Wyrok wykonano jeszcze tego samego dnia w berlińskim więzieniu Plötzensee.

## Publikacje
Na dorobek publikacyjny A. Reichweina składają się m.in.:
- Adolf Reichwein China und Europa, Osterheld Verlag, Berlin 1923.
- Schaffendes Schulvolk, Kohlhammer, Stuttgart/Berlin 1937.
- Film in der Landschule, Kohlhammer, Stuttgart/Berlin 1938.
- Schaffendes Schulvolk – Film in der Schule, Die Tiefenseer Schulschriften. Hrsg.: Wolfgang Klafki u. a. Beltz, Weinheim/Basel 1993, ISBN 3-407-34063-X
- Gabriele C. Pallat, Roland Reichwein, Lothar Kunz (Hrsg.) Adolf Reichwein: Pädagoge und Widerstandskämpfer. Ein Lebensbild in Briefen und Dokumenten (1914–1944) (wstęp Peter Steinbach), Schöningh, Paderborn u. a., 1999.
- Pädagogische Schriften, Kommentierte Werkausgabe in fünf Bänden. Julius Klinkhardt, Bad Heilbrunn, 2011–2015